# Axonopus magallanesiae
Axonopus magallanesiae är en gräsart som beskrevs av Gir.-cañas. Axonopus magallanesiae ingår i släktet Axonopus och familjen gräs.
Artens utbredningsområde är Venezuela. Inga underarter finns listade i Catalogue of Life.